# FLM
FLM is een Brits historisch merk van motorfietsen.
De bedrijfsnaam was: Frank Leach Motors, Manor Works, Leeds
De FLM-motorfietsen werden vanaf 1951 gebouwd door de vroegere P&M Panther-constructeur Frank Leach. De FLM’s waren tweetakten met 123- en 198cc-Villiers- en 123cc-JAP-motoren. Waarschijnlijk onderhield Leach ook in de periode dat hij zelfstandig werkte nauwe contacten met P&M Panther. In 1953 werd de productie beëindigd, waarschijnlijk omdat JAP de levering van de lichte inbouwmotoren staakte.